# Загуже (Ленчинський повіт)
Загуже (пол. Zagórze) — село в Польщі, у гміні Циців Ленчинського повіту Люблінського воєводства.
Населення — 101 особа (2011).
У 1975-1998 роках село належало до Холмського воєводства.

## Демографія
Демографічна структура станом на 31 березня 2011 року:
|          | Загалом | Допрацездатний вік | Працездатний вік | Постпрацездатний вік |
| -------- | ------- | ------------------ | ---------------- | -------------------- |
| Чоловіки | 53      | 13                 | 36               | 4                    |
| Жінки    | 48      | 10                 | 22               | 16                   |
| Разом    | 101     | 23                 | 58               | 20                   |